# Bernard Tervoort
Bernard Theodoor Marie (Ben) Tervoort (Groesbeek, 29 mei 1920 - Hilversum, 17 augustus 2006) was een Nederlandse taalkundige, bekend als grondlegger van het wetenschappelijk onderzoek naar de gebarentaal en voorvechter voor de erkenning van de gebarentaal.

## Biografie
Ben Tervoort was de zoon van het hoofd der school in Groesbeek. Hij was leerling van het Canisiuscollege in Nijmegen en trad op 7 september 1938 toe tot de orde van de jezuïeten. Na zijn noviciaat in Mariëndaal in Velp (1938-1940) studeerde hij tijdens de oorlogsjaren filosofie in het Berchmanianum in Nijmegen en daarna in Eijsden (de opleiding was onder dwang van de Duitse bezetter verplaatst) en in 1944 werd hij surveillant op het Ignatiuscollege in Amsterdam.
In 1944 begint hij aan de studie Nederlands en Taalkunde aan de Gemeente Universiteit van Amsterdam, waar hij de hongerwinter meemaakt. Hij behaalt zijn doctoraal in 1950. Tijdens zijn studie komt hij bij toeval in contact met het R.K. Instituut voor Doven in Sint-Michielsgestel. Hij ziet het contrast tussen het oraal onderwijs, dat gebruik maakt van liplezen, en de gebaren waarmee de dove leerlingen onderling communiceren. Hij filmt en analyseert de gebaren en promoveert in 1953 op het onderwerp Structurele analyse van visueel taalgebruik binnen een groep dove kinderen. Hij toonde hij als eerste wetenschappelijk aan dat de eigen, visuele communicatie van doven een echte taal is.
Na 1953 volgt hij de theologieopleiding aan het Canisianum in Maastricht en wordt hij priester gewijd. In de jaren erna schrijft hij stichtelijke jongensboeken onder het pseudoniem Marc Vendelier en parallel daaraan doet hij vanuit Maastricht in dienst van het R.K. Instituut voor Doven in Michielsgestel een groot vervolgonderzoek in de Verenigde Staten, Nederland en België. Hij wordt een groot pleitbezorger voor de gebarentaal. Hij onderkent als eerste met de begrippen esoterische taal (ingewijden-taal) en  exoterische taal (algemene taal, algemeen gesproken taal) de tweetaligheid in de belevingswereld van de doven. In Amerika vindt hij enthousiast gehoor en krijgt hij in 1964 een eredoctoraat van de Gallaudet University, maar het leidt tot onenigheid met het instituut in Sint-Michielsgestel, waar hij wordt ontslagen. Door dit ontslag diep teleurgesteld, vindt de priester Tervoort begrip bij Dieuwertje de Carpentier Wolf, kleuterleidster in het Henri Daniel Guyot Instituut voor doven in Groningen. Na bijna 25 jaar kloosterleven treedt Tervoort (met toestemming van de paus) uit, om in 1966 met Diewertje, ook voor de kerk, te trouwen.
In datzelfde jaar 1966 wordt hij benoemd tot hoogleraar in de psycho- en patholinguïstiek aan de Universiteit van Amsterdam. 
Hij is er bijna 25 jaar hoogleraar, met als specialisatie Sign linguistics en hij richt er het Instituut voor Algemene Linguïstiek op. Hij houdt zich dan naast gebarentaal ook bezig met kindertaal en thema's uit de patholinguïstiek zoals afasie, maar zijn grote interesse is de invoering van de gebarentaal, die ondanks zijn inzet  in Nederland pas vrij laat geschiedt. In 1981 initieert hij vanuit de Universiteit van Amsterdam het KOMVA-project, het onderzoek naar de communicatieve vaardigheden van dove kinderen en volwassenen, dat uiteindelijk zal leiden tot de invoering in Nederland van het huidige tweetalige dovenonderwijs.
In 1987 gaat hij met emeritaat.
Als emeritus-hoogleraar schreef hij zijn memoires: Jesus, ben jij dat? Het verhaal van een roeping in de reeks van memoires van (ex-)jezuïeten. Op 84-jarige leeftijd publiceerde hij een detective-roman, Teken van Leven. De dove monnik en de grootinquisiteur, over een dove jongen en priester in de middeleeuwen, sleutelroman, waarin persoonlijke ervaringen van Tervoort zijn verwerkt.

## Geschriften

### Belangrijkste wetenschappelijke publicaties
Een uitgebreide lijst van publicaties is te vinden op de digitale bibliotheek van de Nederlandse letteren
- 1953: Structurele analyse van visueel taalgebruik binnen een groep dove kinderen, proefschrift, Amsterdam.
- 1961: Esoteric Symbolism in the Communication Behavior of Young Deaf Children, American annals of the deaf 106 p. 436-480.
- 1963: Abstractie als taalkundig probleem bij dove kinderen, in: Het gehoorgestoorde kind, 3e en 4e jrg 1962-1963.[10]
- 1967: (met A. J. A. Verberk)  Analysis of Communicative Structure Patterns in Deaf Children. Vocational Rehabilitation Administration, Project RD-467-64-65 (Z. W. O. Onderzoek N. R. 585–15.) Groningen 1967.
- 1968: You Me Downtown Movie Fun. Lingua 21, p. 455-465[11]
- 1978: Bilingual interference, in: Schlesinger en Nadif, Sign language of the deaf, Academic press, Londen.
- 1977-1980: B. Tervoort (red.):  Wetenschap en Taal (3 delen).
- 1981: Wie niet horen kan, moet maar zien.
- 1983: Hand over hand.
- 1987: Signs of Life in: Proceedings of the Second European Congress on Sign Language Research.

### Jongensboeken
Jongensboeken, gepubliceerd onder pseudoniem Marc Vendelier.
- 1956: Alarm op de Hertensprong
- 1957: De verkeerde film
- 1958: Sneeuw op kruispunt 73
- 1959: Het beest in het kanaal
- 1960: Démasqué met Big Boy Bas
- 1961: Big Bas in Arizona
- 1962: Baaf Jellinga maakt geschiedenis

### Overig
- 1998: Jesus, ben jij dat? Het verhaal van een roeping (Memoires)[13][14].
- 2004: Teken van leven (roman) Uitgeverij Gianni. ISBN 9080748684. 223 blz.

- Digitale Bibliotheek voor de Nederlandse Letteren: terv002
- Gemeinsame Normdatei: 118840126
- International Standard Name Identifier: 0000 0001 1680 2567
- Library of Congress Control Number: n79107749
- Nationale Bibliotheek van Tsjechië: jo2007265319
- Nationale Bibliotheek van Israël: 987007274974205171
- Nederlandse Thesaurus van Auteursnamen: 068781318
- Système universitaire de documentation: 114770689
- Virtual International Authority File: 84186833
- WorldCat: E39PBJj8RJmKh8C8HX7TBy4THC